# Список видов семейства Clubionidae
Список всех описанных видов пауков семейства Clubionidae на 13 декабря 2013 года.

## Arabellata
Arabellata Baert, Versteirt & Jocque, 2010
- Arabellata nimispalpata Baert, Versteirt & Jocque, 2010 — Новая Гвинея
- Arabellata terebrata Baert, Versteirt & Jocque, 2010 — Новая Гвинея

## Carteroniella
Carteroniella Strand, 1907
- Carteroniella macroclava Strand, 1907 — Южная Африка

## Carteronius
Carteronius Simon, 1897
- Carteronius argenticomus (Keyserling, 1877) — Мадагаскар
- Carteronius fuscus Simon, 1896 — Маврикий
- Carteronius helluo Simon, 1896 — Сьерра-Леоне
- Carteronius vittiger Simon, 1896 — Мадагаскар

## Clubiona
Clubiona Latreille, 1804
- Clubiona abbajensis Strand, 1906 — Эфиопия, Сомали, Центральная, Восточная Африка
  - Clubiona abbajensis karisimbiensis Strand, 1916 — Восточная Африка
  - Clubiona abbajensis kibonotensis Lessert, 1921 — Восточная Африка
  - Clubiona abbajensis maxima Strand, 1906 — Эфиопия, Восточная Африка
- Clubiona aberrans Dankittipakul, 2012 — Таиланд
- Clubiona abboti L. Koch, 1866 — США, Канада
  - Clubiona abboti abbotoides Chamberlin & Ivie, 1946 — США
- Clubiona abnormis Dankittipakul, 2008 — Таиланд, Лаос
- Clubiona acanthocnemis Simon, 1906 — Индия
- Clubiona achilles Hogg, 1896 — Центральная Австралия
- Clubiona acies Nicolet, 1849 — Чили
- Clubiona aciformis Zhang & Hu, 1991 — Китай
- Clubiona aculeata Zhang, Zhu & Song, 2007 — Китай
- Clubiona adjacens Gertsch & Davis, 1936 — США
- Clubiona aducta Simon, 1932 — Португалия, Испания
- Clubiona africana Lessert, 1921 — Восточная Африка
- Clubiona akagiensis Hayashi, 1985 — Япония
- Clubiona alexeevi Mikhailov, 1990 — Россия
- Clubiona aliceae Chickering, 1937 — Панама
- Clubiona allotorta Dankittipakul & Singtripop, 2008 — Таиланд
- Clubiona alluaudi Simon, 1898 — Маврикий
- Clubiona alpicola Kulczynski, 1882 — Европа до Центральной Азии
  - Clubiona alpicola affinis Schenkel, 1925 — Швейцария
- Clubiona alticola Dankittipakul & Singtripop, 2008 — Таиланд
- Clubiona altissimoides Liu et al., 2007 — Китай
- Clubiona altissimus Hu, 2001 — Китай
- Clubiona alveolata L. Koch, 1873 — Самоа, Funafuti, Маркизские острова, Гавайи
- Clubiona amurensis Mikhailov, 1990 — Россия, Япония
- Clubiona analis Thorell, 1895 — Индия, Бангладеш, Мьянма
- Clubiona andreinii Caporiacco, 1936 — Италия
- Clubiona angulata Dondale & Redner, 1976 — Канада
- Clubiona annuligera Lessert, 1929 — Конго, Мозамбик
- Clubiona anwarae Biswas & Raychaudhuri, 1996 — Бангладеш
- Clubiona apiata Urquhart, 1893 — Тасмания
- Clubiona applanata Liu et al., 2007 — Китай
- Clubiona aspidiphora Simon, 1910 — Намибия
- Clubiona asrevida Ono, 1992 — Тайвань
- Clubiona auberginosa Zhang et al., 1997 — Китай
- Clubiona australiaca Kolosvary, 1934 — Новый Южный Уэльс
- Clubiona baborensis Denis, 1937 — Алжир
- Clubiona bachmaensis Ono, 2009 — Вьетнам
- Clubiona bagerhatensis Biswas & Raychaudhuri, 1996 — Бангладеш
- Clubiona baimaensis Song & Zhu, 1991 — Китай
- Clubiona baishishan Zhang, Zhu & Song, 2003 — Китай
- Clubiona bakurovi Mikhailov, 1990 — Россия, Китай, Корея
- Clubiona bandoi Hayashi, 1995 — Япония
- Clubiona basarukini Mikhailov, 1990 — Россия, Монголия, Япония
- Clubiona bashkirica Mikhailov, 1992 — Россия
- Clubiona bengalensis Biswas, 1984 — Индия
- Clubiona bevisi Lessert, 1923 — Южная Африка
- Clubiona biaculeata Simon, 1897 — Южная Африка
- Clubiona biembolata Deeleman-Reinhold, 2001 — Борнео
- Clubiona bifissurata Kritscher, 1966 — Новая Каледония
- Clubiona bishopi Edwards, 1958 — США, Канада
- Clubiona blesti Forster, 1979 — Новая Зеландия
- Clubiona bomiensis Zhang & Zhu, 2009 — Китай
- Clubiona bonicula Ono, 1994 — Тайвань
- Clubiona boxaensis Biswas & Biswas, 1992 — Индия
- Clubiona brachyptera Zhu & Chen, 2012 — Китай
- Clubiona brevipes Blackwall, 1841 — Палеарктика
- Clubiona bryantae Gertsch, 1941 — США, Канада, Аляска
- Clubiona bukaea (Barrion & Litsinger, 1995) — Филиппины
- Clubiona cada Forster, 1979 — Новая Зеландия
- Clubiona caerulescens L. Koch, 1867 — Палеарктика
- Clubiona californica Fox, 1938 — США
- Clubiona caliginosa Simon, 1932 — Германия
- Clubiona cambridgei L. Koch, 1873 — Новая Зеландия
- Clubiona campylacantha Dankittipakul, 2008 — Таиланд
- Clubiona canaca Berland, 1930 — Новая Каледония
- Clubiona canadensis Emerton, 1890 — США, Канада
- Clubiona canberrana Dondale, 1966 — Новый Южный Уэльс
- Clubiona candefacta Nicolet, 1849 — Чили
- Clubiona capensis Simon, 1897 — Южная Африка
- Clubiona caplandensis Strand, 1907 — Южная Африка
- Clubiona catawba Gertsch, 1941 — США
- Clubiona chabarovi Mikhailov, 1991 — Россия
- Clubiona chakrabartei Majumder & Tikader, 1991 — Индия
- Clubiona charitonovi Mikhailov, 1990 — Россия
- Clubiona charleneae Barrion & Litsinger, 1995 — Филиппины
- Clubiona chathamensis Simon, 1905 — Чатем
- Clubiona chevalieri Berland, 1936 — Кабо-Верде
- Clubiona chikunii Hayashi, 1986 — Япония
- Clubiona chippewa Gertsch, 1941 — США, Канада
- Clubiona circulata Zhang & Yin, 1998 — Китай
- Clubiona cirrosa Ono, 1989 — Острова Рюкю
- Clubiona citricolor Lawrence, 1952 — Южная Африка
- Clubiona clima Forster, 1979 — Новая Зеландия
- Clubiona complicata Banks, 1898 — Мексика
- Clubiona comta C. L. Koch, 1839 — Европа, Россия, Северная Африка
- Clubiona concinna (Thorell, 1887) — Мьянма
- Clubiona congentilis Kulczynski, 1913 — Европа до Центральной Азии
- Clubiona consensa Forster, 1979 — Новая Зеландия
- Clubiona contaminata O. P.-Cambridge, 1872 — Израиль
- Clubiona contrita Forster, 1979 — Новая Зеландия
- Clubiona convoluta Forster, 1979 — Новая Зеландия
- Clubiona cordata Zhang & Zhu, 2009 — Китай
- Clubiona coreana Paik, 1990 — Россия, Китай, Корея
- Clubiona corrugata Bosenberg & Strand, 1906 — Россия, Китай, Корея, Япония, Таиланд
- Clubiona corticalis (Walckenaer, 1802) — Европа до Центральной Азии
  - Clubiona corticalis concolor Kulczynski, 1897 — Венгрия
  - Clubiona corticalis nigra Simon, 1878 — Европа
- Clubiona crouxi Caporiacco, 1935 — Каракорум
- Clubiona cycladata Simon, 1909 — Западная Австралия
- Clubiona cylindrata Liu et al., 2007 — Китай
- Clubiona damirkovaci Deeleman-Reinhold, 2001 — Малайзия
- Clubiona debilis Nicolet, 1849 — Чили
- Clubiona decora Blackwall, 1859 — Мадейра, Азорские острова, Балканы
- Clubiona deletrix O. P.-Cambridge, 1885 — Индия, Китай, Тайвань, Япония
- Clubiona delicata Forster, 1979 — Новая Зеландия
- Clubiona desecheonis Petrunkevitch, 1930 — Пуэрто-Рико
- Clubiona deterrima Strand, 1904 — Норвегия
- Clubiona didentata Zhang & Yin, 1998 — Китай
- Clubiona digitata Dankittipakul, 2012 — Таиланд
- Clubiona dikita Barrion & Litsinger, 1995 — Филиппины
- Clubiona diniensis Simon, 1878 — Португалия, Испания, Франция, Германия
- Clubiona diversa O. P.-Cambridge, 1862 — Палеарктика
- Clubiona drassodes O. P.-Cambridge, 1874 — Индия, Бангладеш, Китай
- Clubiona dubia O. P.-Cambridge, 1869 — Остров Святой Елены
- Clubiona dunini Mikhailov, 2003 — Россия
- Clubiona duoconcava Zhang & Hu, 1991 — Китай
- Clubiona durbana Roewer, 1951 — Южная Африка
- Clubiona dyasia Gertsch, 1941 — США
- Clubiona dysderiformis (Guerin, 1838) — Новая Гвинея
- Clubiona elaphines Urquhart, 1893 — Тасмания
- Clubiona ericius Chrysanthus, 1967 — Новая Гвинея
- Clubiona eskovi Mikhailov, 1995 — Россия
- Clubiona estes Edwards, 1958 — США
- Clubiona esuriens Thorell, 1897 — Мьянма
- Clubiona evoronensis Mikhailov, 1995 — Россия
- Clubiona excavata (Rainbow, 1920) — Лорд-Хау
- Clubiona excisa O. P.-Cambridge, 1898 — Мексика
- Clubiona ezoensis Hayashi, 1987 — Россия, Япония
- Clubiona facilis O. P.-Cambridge, 1910 — Англия (ввезён)
- Clubiona falcata Tang, Song & Zhu, 2005 — Китай, Монголия
- Clubiona filicata O. P.-Cambridge, 1874 — Индия, Бангладеш, Пакистан, Таиланд, Мьянма, Лаос, Китай
- Clubiona filifera Dankittipakul, 2008 — Таиланд
- Clubiona filoramula Zhang & Yin, 1998 — Китай
- Clubiona flavocincta Nicolet, 1849 — Чили
- Clubiona forcipa Yang, Song & Zhu, 2003 — Китай
- Clubiona frisia Wunderlich & Schuett, 1995 — Европа до Центральной Азии
- Clubiona frutetorum L. Koch, 1867 — Европа до Центральной Азии
- Clubiona furcata Emerton, 1919 — Северная Америка, Россия
- Clubiona fusoidea Zhang, 1992 — Китай
- Clubiona fuzhouensis Gong, 1985 — Китай
- Clubiona gallagheri Barrion & Litsinger, 1995 — Индонезия
- Clubiona genevensis L. Koch, 1866 — Палеарктика
- Clubiona germanica Thorell, 1871 — Палеарктика
- Clubiona gertschi Edwards, 1958 — США
- Clubiona gilva O. P.-Cambridge, 1872 — Израиль
- Clubiona giulianetti Rainbow, 1898 — Новая Гвинея
- Clubiona glatiosa Saito, 1934 — Япония
- Clubiona godfreyi Lessert, 1921 — Восточная Африка
- Clubiona golovatchi Mikhailov, 1990 — Россия, Центральная Азия
- Clubiona gongi Zhang et al., 1997 — Китай
- Clubiona governetonis Roewer, 1928 — Крит
- Clubiona guianensis Caporiacco, 1947 — Гайана
- Clubiona haeinsensis Paik, 1990 — Россия, Китай, Корея, Япония
- Clubiona haplotarsa Simon, 1910 — Сан-Томе
- Clubiona hatamensis (Thorell, 1891) — Новая Гвинея
- Clubiona haupti Tang, Song & Zhu, 2005 — Китай
- Clubiona hedini Schenkel, 1936 — Китай
- Clubiona helenae Mikhailov, 2003 — Россия
- Clubiona helva Simon, 1897 — Южная Африка
- Clubiona heteroducta Zhang & Yin, 1998 — Китай
- Clubiona heterosaca Yin et al., 1996 — Китай
- Clubiona hilaris Simon, 1878 — Европа
- Clubiona hindu Deeleman-Reinhold, 2001 — Бали
- Clubiona hitchinsi Saaristo, 2002 — Сейшеллы
- Clubiona hoffmanni Schenkel, 1937 — Мадагаскар
- Clubiona hugispaa Barrion & Litsinger, 1995 — Филиппины
- Clubiona hugisva Barrion & Litsinger, 1995 — Филиппины
- Clubiona hummeli Schenkel, 1936 — Россия, Китай, Корея
- Clubiona hundeshageni Strand, 1907 — Молуккские острова
- Clubiona huttoni Forster, 1979 — Новая Зеландия
- Clubiona hwanghakensis Paik, 1990 — Корея
- Clubiona hyrcanica Mikhailov, 1990 — Азербайджан
- Clubiona hysgina Simon, 1889 — Индия
- Clubiona hystrix Berland, 1938 — Малые Зондские острова, Новые Гебриды
- Clubiona iharai Ono, 1995 — Япония
- Clubiona ikedai Ono, 1992 — Япония
- Clubiona inaensis Hayashi, 1989 — Япония
- Clubiona inquilina Deeleman-Reinhold, 2001 — Борнео
- Clubiona insulana Ono, 1989 — Тайвань, Острова Рюкю
- Clubiona interjecta L. Koch, 1879 — Россия, Монголия, Китай
- Clubiona irinae Mikhailov, 1991 — Россия, Китай, Корея
- Clubiona jaegeri Ono, 2011 — Palau
- Clubiona janae Edwards, 1958 — США
- Clubiona japonica L. Koch, 1878 — Россия, Китай, Корея, Тайвань, Япония
- Clubiona japonicola Bosenberg & Strand, 1906 — от России до Филиппин, Индонезия
- Clubiona jiulongensis Zhang, Yin & Kim, 1996 — Китай
- Clubiona johnsoni Gertsch, 1941 — США, Канада
- Clubiona jucunda (Karsch, 1879) — Россия, Китай, Корея, Тайвань, Япония
- Clubiona juvenis Simon, 1878 — Палеарктика
- Clubiona kagani Gertsch, 1941 — США
- Clubiona kai Jager & Dankittipakul, 2010 — Лаос
- Clubiona kaltenbachi Kritscher, 1966 — Новая Каледония
- Clubiona kapataganensis Barrion & Litsinger, 1995 — Филиппины
- Clubiona kasanensis Paik, 1990 — Корея, Япония
- Clubiona kastoni Gertsch, 1941 — США, Канада, Аляска
- Clubiona kasurensis Mukhtar & Mushtaq, 2005 — Пакистан
- Clubiona katioryza Barrion & Litsinger, 1995 — Филиппины
- Clubiona kayashimai Ono, 1994 — Тайвань
- Clubiona kiboschensis Lessert, 1921 — Восточная Африка
- Clubiona kigabensis Strand, 1915 — Восточная Африка
- Clubiona kimyongkii Paik, 1990 — Россия, Китай, Корея
- Clubiona kiowa Gertsch, 1941 — Северная Америка
- Clubiona komissarovi Mikhailov, 1992 — Россия, Корея
- Clubiona kowong Chrysanthus, 1967 — Новая Гвинея
- Clubiona krisisensis Barrion & Litsinger, 1995 — Филиппины, Борнео
- Clubiona kropfi Zhang, Zhu & Song, 2003 — Китай
- Clubiona kuanshanensis Ono, 1994 — Тайвань
- Clubiona kularensis Marusik & Koponen, 2002 — Россия
- Clubiona kulczynskii Lessert, 1905 — Голарктика
- Clubiona kumadaorum Ono, 1992 — Япония
- Clubiona kunashirensis Mikhailov, 1990 — Россия, Япония
- Clubiona kurenshikovi Mikhailov, 1995 — Россия
- Clubiona kurilensis Bosenberg & Strand, 1906 — Россия, Китай, Корея, Япония
- Clubiona kurosawai Ono, 1986 — Тайвань, Япония
- Clubiona kuu Jager & Dankittipakul, 2010 — Лаос
- Clubiona lala Jager & Dankittipakul, 2010 — Лаос
- Clubiona lamina Zhang, Zhu & Song, 2007 — Китай
- Clubiona langei Mikhailov, 1991 — Россия
- Clubiona latericia Kulczynski, 1926 — Россия, Аляска
- Clubiona laticeps O. P.-Cambridge, 1885 — Яркенд
- Clubiona latitans Pavesi, 1883 — Эфиопия, Сомали
- Clubiona laudabilis Simon, 1909 — Западная Австралия
- Clubiona laudata O. P.-Cambridge, 1885 — Яркенд
- Clubiona lawrencei Roewer, 1951 — Южная Африка
- Clubiona lena Bosenberg & Strand, 1906 — Китай, Корея, Япония
- Clubiona leonilae Barrion & Litsinger, 1995 — Филиппины
- Clubiona leptosa Zhang et al., 1997 — Китай
- Clubiona leucaspis Simon, 1932 — Западная, Центральная Европа, Алжир
- Clubiona limpida Simon, 1897 — Южная Африка
- Clubiona limpidella Strand, 1907 — Южная Африка
- Clubiona linea Xie et al., 1996 — Китай
- Clubiona linzhiensis Hu, 2001 — Китай
- Clubiona lirata Yang, Song & Zhu, 2003 — Китай
- Clubiona littoralis Banks, 1895 — США, Канада
- Clubiona logunovi Mikhailov, 1990 — Россия
- Clubiona longipes Nicolet, 1849 — Чили
- Clubiona luapalana Giltay, 1935 — Конго
- Clubiona ludhianaensis Tikader, 1976 — Индия, Бангладеш
- Clubiona lutescens Западнаяring, 1851 — Голарктика
- Clubiona lyriformis Song & Zhu, 1991 — Китай
- Clubiona maculata Roewer, 1951 — Квинсленд
- Clubiona mahensis Simon, 1893 — Сейшеллы
- Clubiona maipai Jager & Dankittipakul, 2010 — Таиланд
- Clubiona mandibularis Lucas, 1846 — Алжир
- Clubiona mandschurica Schenkel, 1953 — Россия, Китай, Корея, Япония
- Clubiona manshanensis Zhu & An, 1988 — Китай
- Clubiona maracandica Kroneberg, 1875 — Узбекистан, Кашмир
- Clubiona maritima L. Koch, 1867 — США, Канада, Вест-Индия
- Clubiona marmorata L. Koch, 1866 — Европа
- Clubiona marna Roddy, 1966 — США
- Clubiona marusiki Mikhailov, 1990 — Россия
- Clubiona maya Hayashi & Yoshida, 1991 — Япония
- Clubiona maysangarta Barrion & Litsinger, 1995 — Филиппины
- Clubiona mayumiae Ono, 1993 — Россия, Корея, Япония
- Clubiona mazandaranica Mikhailov, 2003 — Азербайджан, Иран
- Clubiona medog Zhang, Zhu & Song, 2007 — Китай
- Clubiona melanosticta Thorell, 1890 — Таиланд, Суматра, Кракатау, Новая Гвинея
- Clubiona melanothele Thorell, 1895 — Мьянма, Таиланд, Лаос, Суматра
- Clubiona meraukensis Chrysanthus, 1967 — Малайзия, Новая Гвинея
- Clubiona microsapporensis Mikhailov, 1990 — Россия, Корея
- Clubiona mikhailovi Deeleman-Reinhold, 2001 — Ява
- Clubiona mimula Chamberlin, 1928 — США, Канада
- Clubiona minima (Ono, 2010) — Япония
- Clubiona minor Wunderlich, 1987 — Канарские Острова
- Clubiona minuscula Nicolet, 1849 — Чили
- Clubiona minuta Nicolet, 1849 — Чили
- Clubiona mixta Emerton, 1890 — США, Канада
- Clubiona modesta L. Koch, 1873 — Квинсленд
- Clubiona moesta Banks, 1896 — США, Канада, Аляска, Китай
- Clubiona moralis Song & Zhu, 1991 — Китай
- Clubiona mordica O. P.-Cambridge, 1898 — Мексика
- Clubiona mujibari Biswas & Raychaudhuri, 1996 — Бангладеш
- Clubiona munda Thorell, 1887 — Мьянма
- Clubiona munis Simon, 1909 — Западная Австралия
- Clubiona mutata Gertsch, 1941 — США, Канада
- Clubiona mutilata Bosenberg & Strand, 1906 — Япония
- Clubiona mykolai Mikhailov, 2003 — Украина
- Clubiona nataliae Trilikauskas, 2007 — Россия
- Clubiona natalica Simon, 1897 — Южная Африка
- Clubiona neglecta O. P.-Cambridge, 1862 — Палеарктика
- Clubiona neglectoides Bosenberg & Strand, 1906 — Китай, Корея, Япония
- Clubiona nemorum Ledoux, 2004 — Реюньон
- Clubiona nenilini Mikhailov, 1995 — Россия
- Clubiona neocaledonica Berland, 1924 — Новая Каледония
- Clubiona newnani Ivie & Barrows, 1935 — США
- Clubiona nicholsi Gertsch, 1941 — США
- Clubiona nicobarensis Tikader, 1977 — Никобарские острова
- Clubiona nigromaculosa Blackwall, 1877 — Сейшеллы, Реюньон
- Clubiona nilgherina Simon, 1906 — Индия
- Clubiona ningpoensis Schenkel, 1944 — Китай
- Clubiona nollothensis Simon, 1910 — Намибия
- Clubiona norvegica Strand, 1900 — Голарктика
- Clubiona notabilis L. Koch, 1873 — Квинсленд
- Clubiona obesa Hentz, 1847 — США, Канада
- Clubiona oceanica Ono, 2011 — Япония
- Clubiona octoginta Dankittipakul, 2008 — Таиланд
- Clubiona odelli Edwards, 1958 — США
- Clubiona odesanensis Paik, 1990 — Россия, Китай, Корея
- Clubiona ogatai Ono, 1995 — Япония
- Clubiona oligerae Mikhailov, 1995 — Россия
- Clubiona opeongo Edwards, 1958 — Канада
- Clubiona orientalis Mikhailov, 1995 — Северная Корея
- Clubiona oteroana Gertsch, 1941 — США
- Clubiona ovalis Zhang, 1991 — Китай
- Clubiona pacifica Banks, 1896 — США, Канада, Аляска
- Clubiona pahilistapyasea Barrion & Litsinger, 1995 — Таиланд, Борнео, Филиппины
- Clubiona paiki Mikhailov, 1991 — Россия
- Clubiona pala Deeleman-Reinhold, 2001 — Молуккские острова
- Clubiona pallidula (Clerck, 1757) — Голарктика
- Clubiona pantherina Chrysanthus, 1967 — Новая Гвинея
- Clubiona papillata Schenkel, 1936 — Россия, Китай, Корея
- Clubiona papuana Chrysanthus, 1967 — Новая Гвинея
- Clubiona paralena Mikhailov, 1995 — Северная Корея
- Clubiona parallela Hu & Li, 1987 — Китай
- Clubiona paranghinlalakirta Barrion & Litsinger, 1995 — Филиппины
- Clubiona parangunikarta Barrion & Litsinger, 1995 — Филиппины
- Clubiona parconcinna Deeleman-Reinhold, 2001 — Таиланд, Борнео
- Clubiona parvula Saito, 1933 — Япония
- Clubiona pashabhaii Patel & Patel, 1973 — Индия
- Clubiona peculiaris L. Koch, 1873 — Новая Зеландия
- Clubiona phansa Strand, 1911 — Ару
- Clubiona phragmitis C. L. Koch, 1843 — Палеарктика
- Clubiona phragmitoides Schenkel, 1963 — Китай
- Clubiona picturata Deeleman-Reinhold, 2001 — Бали
- Clubiona pikei Gertsch, 1941 — США, Канада
- Clubiona plumbi Gertsch, 1941 — США
- Clubiona pogonias Simon, 1906 — Индия
- Clubiona pomoa Gertsch, 1941 — США
- Clubiona pongolensis Lawrence, 1952 — Южная Африка
- Clubiona pototanensis Barrion & Litsinger, 1995 — Филиппины
- Clubiona praematura Emerton, 1909 — Северная Америка, Россия
- Clubiona procera Chrysanthus, 1967 — Новая Гвинея
- Clubiona procteri Gertsch, 1941 — США
- Clubiona producta Forster, 1979 — Новая Зеландия
- Clubiona propinqua L. Koch, 1879 — Россия, Северная Корея
- Clubiona proszynskii Mikhailov, 1995 — Северная Корея
- Clubiona pruvotae Berland, 1930 — Новая Каледония
- Clubiona pseudogermanica Schenkel, 1936 — Россия, Китай, Корея, Япония
- Clubiona pseudomaxillata Hogg, 1915 — Новая Гвинея
- Clubiona pseudominor Wunderlich, 1987 — Канарские Острова
- Clubiona pseudoneglecta Wunderlich, 1994 — Европа до Центральной Азии
- Clubiona pseudopteroneta Raven & Stumkat, 2002 — Квинсленд
- Clubiona pseudosaxatilis Mikhailov, 1992 — Россия, Казахстан
- Clubiona pseudosimilis Mikhailov, 1990 — Россия, Центральная Азия
- Clubiona pterogona Yang, Song & Zhu, 2003 — Китай
- Clubiona pteronetoides Deeleman-Reinhold, 2001 — Таиланд
- Clubiona puera Nicolet, 1849 — Чили
- Clubiona pupillaris Lawrence, 1938 — Южная Африка
- Clubiona pupula Thorell, 1897 — Мьянма
- Clubiona pygmaea Banks, 1892 — США, Канада
- Clubiona pyrifera Schenkel, 1936 — Китай
- Clubiona qini Tang, Song & Zhu, 2005 — Китай
- Clubiona qiyunensis Xu, Yang & Song, 2003 — Китай
- Clubiona quebecana Dondale & Redner, 1976 — США, Канада
- Clubiona rainbowi Roewer, 1951 — Лорд-Хау
- Clubiona rama Dankittipakul & Singtripop, 2008 — Таиланд
- Clubiona ramoiensis (Thorell, 1881) — Новая Гвинея
- Clubiona rava Simon, 1886 — Сенегал
- Clubiona reclusa O. P.-Cambridge, 1863 — Палеарктика
- Clubiona rethymnonis Roewer, 1928 — Крит
- Clubiona revillioidi Lessert, 1936 — Южная Африка, Мозамбик
- Clubiona rhododendri Barrows, 1945 — США
- Clubiona rileyi Gertsch, 1941 — США
- Clubiona riparia L. Koch, 1866 — Россия, Монголия, Китай, Япония, Северная Америка
- Clubiona risbeci Berland, 1930 — Новая Каледония
- Clubiona rivalis Pavesi, 1883 — Эфиопия
- Clubiona robusta L. Koch, 1873 — Австралия
- Clubiona roeweri Caporiacco, 1940 — Эфиопия
- Clubiona rosserae Locket, 1953 — Палеарктика
- Clubiona rostrata Paik, 1985 — Россия, Китай, Корея, Япония
- Clubiona rothschildi Berland, 1922 — Эфиопия
- Clubiona ruandana Strand, 1916 — Восточная Африка
- Clubiona rumpiana Lawrence, 1952 — Южная Африка
- Clubiona rybini Mikhailov, 1992 — Казахстан, Киргизия
- Clubiona ryukyuensis Ono, 1989 — Острова Рюкю
- Clubiona saltitans Emerton, 1919 — США, Канада
- Clubiona saltuum Kulczynski, 1898 — Австрия
- Clubiona samoensis Berland, 1929 — Самоа, Таити, Рапа-Ити
- Clubiona sapporensis Hayashi, 1986 — Россия, Корея, Япония
- Clubiona saurica Mikhailov, 1992 — Казахстан
- Clubiona savesi Berland, 1930 — Новая Каледония
- Clubiona saxatilis L. Koch, 1867 — Европа
- Clubiona scandens Deeleman-Reinhold, 2001 — Борнео
- Clubiona scatula Forster, 1979 — Новая Зеландия
- Clubiona scenica Nicolet, 1849 — Чили
- Clubiona semicircularis Tang, Song & Zhu, 2005 — Китай
- Clubiona sertungensis Hayashi, 1996 — Кракатау
- Clubiona shillongensis Majumder & Tikader, 1991 — Индия
- Clubiona sichotanica Mikhailov, 2003 — Россия
- Clubiona sigillata Lawrence, 1952 — Южная Африка
- Clubiona silvestris Deeleman-Reinhold, 2001 — Борнео
- Clubiona similis L. Koch, 1867 — Палеарктика
- Clubiona sjostedti Lessert, 1921 — Восточная Африка
  - Clubiona sjostedti spinigera Lessert, 1921 — Восточная Африка
- Clubiona sopaikensis Paik, 1990 — Россия, Корея
- Clubiona sparassella Strand, 1909 — Южная Африка
- Clubiona spiralis Emerton, 1909 — США, Канада
- Clubiona stagnatilis Kulczynski, 1897 — Палеарктика
- Clubiona stiligera Deeleman-Reinhold, 2001 — Суматра
- Clubiona straminea O. P.-Cambridge, 1872 — Израиль
- Clubiona subborealis Mikhailov, 1992 — Россия, Монголия
- Clubiona submaculata (Thorell, 1891) — Никобарские острова
- Clubiona subnotabilis Strand, 1907 — Австралия
- Clubiona subparallela Zhang, Zhu & Song, 2007 — Китай
- Clubiona subrostrata Zhang & Hu, 1991 — Китай
- Clubiona subsultans Thorell, 1875 — Палеарктика
- Clubiona subtilis L. Koch, 1867 — Палеарктика
- Clubiona subtrivialis Strand, 1906 — Эфиопия, Восточная Африка
- Clubiona suthepica Dankittipakul, 2008 — Таиланд
- Clubiona tabupumensis Petrunkevitch, 1914 — Мьянма
- Clubiona taiwanica Ono, 1994 — Китай, Тайвань
- Clubiona tanikawai Ono, 1989 — Китай, Тайвань, Острова Рюкю
- Clubiona tateyamensis Hayashi, 1989 — Япония
- Clubiona tenera (Thorell, 1890) — Суматра, Ява
- Clubiona tengchong Zhang, Zhu & Song, 2007 — Китай
- Clubiona ternatensis (Thorell, 1881) — Молуккские острова
- Clubiona terrestris Западнаяring, 1851 — Европа
- Clubiona thorelli Roewer, 1951 — Суматра
- Clubiona tiantongensis Zhang, Yin & Kim, 1996 — Китай
- Clubiona tikaderi Majumder & Tikader, 1991 — Индия
- Clubiona tongdaoensis Zhang et al., 1997 — Китай
- Clubiona topakea Barrion & Litsinger, 1995 — Филиппины
- Clubiona torta Forster, 1979 — Новая Зеландия
- Clubiona tortuosa Zhang & Yin, 1998 — Китай
- Clubiona transbaicalica Mikhailov, 1992 — Россия
- Clubiona transversa Zhang & Yin, 1998 — Китай
- Clubiona trivialis C. L. Koch, 1843 — Голарктика
- Clubiona tsurusakii Hayashi, 1987 — Россия, Япония
- Clubiona uenoi Ono, 1986 — Япония
- Clubiona umbilensis Lessert, 1923 — Южная Африка
- Clubiona unanoa Barrion & Litsinger, 1995 — Филиппины
- Clubiona unikarta Barrion & Litsinger, 1995 — Филиппины
- Clubiona upoluensis Marples, 1964 — Самоа
- Clubiona vachoni Lawrence, 1952 — Южная Африка
- Clubiona vacuna L. Koch, 1873 — Новая Гвинея, Квинсленд
- Clubiona valens Simon, 1897 — Южная Африка
- Clubiona vegeta Simon, 1918 — Европа, Центральная Азия, Северная Африка, Канарские Острова
- Clubiona venatoria Rainbow & Pulleine, 1920 — Лорд-Хау
- Clubiona venusae Barrion & Litsinger, 1995 — Филиппины
- Clubiona venusta Paik, 1985 — Китай, Корея
- Clubiona victoriaensis Barrion & Litsinger, 1995 — Филиппины
- Clubiona vigil Karsch, 1879 — Россия, Корея, Япония
- Clubiona vigillella Strand, 1918 — Япония
- Clubiona violaceovittata Schenkel, 1936 — Китай
- Clubiona viridula Ono, 1989 — Китай, Таиланд, Острова Рюкю, Малые Зондские острова
- Clubiona vukomi Jager & Dankittipakul, 2010 — Таиланд, Лаос
- Clubiona wolongica Zhu & An, 1999 — Китай
- Clubiona wunderlichi Mikhailov, 1992 — Монголия
- Clubiona yaginumai Hayashi, 1989 — Тайвань, Япония
- Clubiona yangmingensis Hayashi & Yoshida, 1993 — Тайвань
- Clubiona yaroslavi Mikhailov, 2003 — Россия
- Clubiona yasudai Ono, 1991 — Япония
- Clubiona yoshidai Hayashi, 1989 — Япония
- Clubiona yurii Mikhailov, 2011 — Монголия
- Clubiona zacharovi Mikhailov, 1991 — Россия, Корея
- Clubiona zandstrai Barrion & Litsinger, 1995 — Филиппины
- Clubiona zhangmuensis Hu & Li, 1987 — Китай
- Clubiona zhui Xu, Yang & Song, 2003 — Китай
- Clubiona zilla Donitz & Strand, 1906 — Япония
- Clubiona zimmermanni Marples, 1964 — Самоа
- Clubiona zyuzini Mikhailov, 1995 — Россия

## Clubionina
Clubionina Berland, 1947
- Clubionina pallida Berland, 1947 — Остров Святого Павла

## Elaver
Elaver O. P.-Cambridge, 1898
- Elaver achuca (Roddy, 1966) — США
- Elaver barroana (Chickering, 1937) — Панама
- Elaver brevipes (Keyserling, 1891) — Бразилия, Аргентина
- Elaver calcarata (Kraus, 1955) — Сальвадор
- Elaver carlota (Bryant, 1940) — Куба
- Elaver chisosa (Roddy, 1966) — США
- Elaver crinophora (Franganillo, 1934) — Куба
- Elaver crocota (O. P.-Cambridge, 1896) — Мексика
- Elaver cubana (Roewer, 1951) — Куба
- Elaver depuncta O. P.-Cambridge, 1898 — Мексика
- Elaver dorotheae (Gertsch, 1935) — США
- Elaver elaver (Bryant, 1940) — Куба
- Elaver excepta (L. Koch, 1866) — США, Канада, Вест-Индия
- Elaver exempta (Gertsch & Davis, 1940) — Мексика
- Elaver grandivulva (Mello-Leitao, 1930) — Бразилия
- Elaver hortoni (Chickering, 1937) — Панама
- Elaver implicata (Gertsch, 1941) — Гаити
- Elaver juana (Bryant, 1940) — Куба
- Elaver kawitpaaia (Barrion & Litsinger, 1995) — Филиппины
- Elaver kohlsi (Gertsch & Jellison, 1939) — США
- Elaver languida (Gertsch, 1941) — Коста-Рика
- Elaver linguata (F. O. P.-Cambridge, 1900) — Гватемала
- Elaver lutescens (Schmidt, 1971) — от Панамы до Бразилии
- Elaver madera (Roddy, 1966) — США
- Elaver mulaiki (Gertsch, 1935) — США
- Elaver multinotata (Chickering, 1937) — Панама
- Elaver orvillei (Chickering, 1937) — Панама
- Elaver placida O. P.-Cambridge, 1898 — Мексика
- Elaver portoricensis (Petrunkevitch, 1930) — Пуэрто-Рико
- Elaver quadrata (Kraus, 1955) — Сальвадор
- Elaver richardi (Gertsch, 1941) — Гондурас
- Elaver sericea O. P.-Cambridge, 1898 — Мексика, Панама
- Elaver sigillata (Petrunkevitch, 1925) — Панама
- Elaver simplex (O. P.-Cambridge, 1896) — Гватемала
- Elaver tenera (Franganillo, 1935) — Куба
- Elaver tenuis (Franganillo, 1935) — Куба
- Elaver texana (Gertsch, 1933) — США
- Elaver tigrinella (Roewer, 1951) — Мексика, Коста-Рика
- Elaver tricuspis (F. O. P.-Cambridge, 1900) — Гватемала
- Elaver tristani (Banks, 1909) — Коста-Рика
- Elaver tumivulva (Banks, 1909) — Коста-Рика
- Elaver turongdaliriana (Barrion & Litsinger, 1995) — Филиппины
- Elaver valvula (F. O. P.-Cambridge, 1900) — от Панамы до Бразилии, Куба
- Elaver vulnerata (Kraus, 1955) — Сальвадор
- Elaver wheeleri (Roewer, 1933) — Мексика

## Invexillata
Invexillata Versteirt, Baert & Jocque, 2010
- Invexillata caerulea Versteirt, Baert & Jocque, 2010 — Новая Гвинея
- Invexillata maculata Versteirt, Baert & Jocque, 2010 — Новая Гвинея
- Invexillata viridiflava Versteirt, Baert & Jocque, 2010 — Новая Гвинея

## Malamatidia
Malamatidia Deeleman-Reinhold, 2001
- Malamatidia bohorokensis Deeleman-Reinhold, 2001 — Суматра, Борнео
- Malamatidia christae Jager & Dankittipakul, 2010 — Лаос
- Malamatidia thorelli Deeleman-Reinhold, 2001 — Сулавеси
- Malamatidia vethi Deeleman-Reinhold, 2001 — Малайзия, Борнео
- Malamatidia zu Jager & Dankittipakul, 2010 — Лаос

## Matidia
Matidia Thorell, 1878
- Matidia bipartita Deeleman-Reinhold, 2001 — Молуккские острова
- Matidia calcarata Thorell, 1878 — Амбон
- Matidia chlora Chrysanthus, 1967 — Новая Гвинея
- Matidia flagellifera Simon, 1897 — Шри-Ланка
- Matidia incurvata Reimoser, 1934 — Индия
- Matidia mas Deeleman-Reinhold, 2001 — Таиланд
- Matidia missai Versteirt, Baert & Jocque, 2010 — Новая Гвинея
- Matidia muju Chrysanthus, 1967 — Новая Гвинея
- Matidia paranga (Barrion & Litsinger, 1995) — Филиппины
- Matidia simia Deeleman-Reinhold, 2001 — Сулавеси
- Matidia simplex Simon, 1897 — Шри-Ланка
- Matidia spatulata Chen & Huang, 2006 — Тайвань
- Matidia strobbei Versteirt, 2010 — Новая Гвинея
- Matidia trinotata Thorell, 1890 — Малайзия
- Matidia virens Thorell, 1878 — Молуккские острова, Сулавеси
- Matidia viridissima Strand, 1911 — Ару

## Nusatidia
Nusatidia Deeleman-Reinhold, 2001
- Nusatidia aeria (Simon, 1897) — Борнео
- Nusatidia bimaculata (Simon, 1897) — Шри-Ланка
- Nusatidia borneensis Deeleman-Reinhold, 2001 — Суматра, Борнео
- Nusatidia camouflata Deeleman-Reinhold, 2001 — Таиланд
- Nusatidia javana (Simon, 1897) — Ява, Кракатау
- Nusatidia luzonica (Simon, 1897) — Филиппины
- Nusatidia manipisea (Barrion & Litsinger, 1995) — Филиппины
- Nusatidia melanobursa Deeleman-Reinhold, 2001 — Суматра
- Nusatidia rama Deeleman-Reinhold, 2001 — Суматра
- Nusatidia snazelli Deeleman-Reinhold, 2001 — Ява, Суматра

## Pristidia
Pristidia Deeleman-Reinhold, 2001
- Pristidia longistila Deeleman-Reinhold, 2001 — Борнео
- Pristidia prima Deeleman-Reinhold, 2001 — Таиланд, Малайзия, Суматра, Ява
- Pristidia ramosa Yu, Sun & Zhang, 2012 — Китай
- Pristidia secunda Deeleman-Reinhold, 2001 — Суматра
- Pristidia viridissima Deeleman-Reinhold, 2001 — от Таиланда до Борнео

## Pteroneta
Pteroneta Deeleman-Reinhold, 2001
- Pteroneta baiteta Versteirt, Deeleman-Reinhold & Baert, 2008 — Новая Гвинея
- Pteroneta brevichela Versteirt, Deeleman-Reinhold & Baert, 2008 — Новая Гвинея
- Pteroneta longichela Versteirt, Deeleman-Reinhold & Baert, 2008 — Новая Гвинея
- Pteroneta madangiensis Versteirt, Deeleman-Reinhold & Baert, 2008 — Новая Гвинея
- Pteroneta saltans Deeleman-Reinhold, 2001 — Малайзия, Борнео, Сулавеси, Малые Зондские острова
- Pteroneta spinosa Raven & Stumkat, 2002 — Квинсленд
- Pteroneta tertia Deeleman-Reinhold, 2001 — Сингапур, Борнео, Сулавеси
- Pteroneta ultramarina (Ono, 1989) — Острова Рюкю

## Scopalio
Scopalio Deeleman-Reinhold, 2001
- Scopalio verrens Deeleman-Reinhold, 2001 — Борнео

## Simalio
Simalio Simon, 1897
- Simalio aurobindoi Patel & Reddy, 1991 — Индия
- Simalio biswasi Majumder & Tikader, 1991 — Индия
- Simalio castaneiceps Simon, 1906 — Индия
- Simalio lucorum Simon, 1906 — Шри-Ланка
- Simalio percomis Simon, 1906 — Индия
- Simalio petilus Simon, 1897 — Филиппины
- Simalio phaeocephalus Simon, 1906 — Шри-Ланка
- Simalio rubidus Simon, 1897 — Тринидад

## Tixcocoba
Tixcocoba Gertsch, 1977
- Tixcocoba maya Gertsch, 1977 — Мексика